# سیسیل برشیا
سیسیل برشیا (فرانسوی: Cécile Breccia‎) هنرپیشه و مدل اهل فرانسه است. از فیلم‌هایی که وی در آنها نقش داشته‌است می‌توان به ۹۹ فرانک و تپه‌ها چشم دارند ۲ اشاره کرد.